# Sesostrellus robustus
Sesostrellus robustus is een hooiwagen uit de familie Assamiidae.